# Ocinara dilectula
Ocinara dilectula är en fjärilsart som beskrevs av Walker 1856. Ocinara dilectula ingår i släktet Ocinara och familjen silkesspinnare. Inga underarter finns listade i Catalogue of Life.